# 우르코 베라
우르코 베라(스페인어: Urko Vera Mateos, 1987년 5월 14일 ~ )는 스페인의 축구 선수로, 포지션은 중앙 공격수이다.현재 CD 기후엘로 소속이다.

## 클럽 경력

### 전북 현대 모터스
우르코 베라는 2015년 여름이적시장에서 에두의 대체자로 전북 현대 모터스로 이적했다. 그는 AFC 챔피언스리그 감바 오사카전에서 데뷔골을 넣었지만, 리그경기에서는 골을 기록하지 못하는 등의 부진했고, 2015시즌을 끝으로 팀을 떠났다.